# Juan V de Brandeburgo-Salzwedel
Juan V de Brandeburgo-Salzwedel, apodado el Ilustre (en latín, Illustris, 1302-24 de marzo de 1317), un miembro de la Casa de Ascania, fue Margrave y co-regente de Brandeburgo desde 1308 hasta su muerte.
Sus padres fueron el margrave Germán, "el Alto" de Brandeburgo y Ana de Austria, una hija del emperador Alberto I, duque de Austria y rey de Bohemia. Juan se casó con Catalina (m. 1327), una hija del duque Enrique III de Glogau y Sagan.
Juan V murió en 1317. Con su muerte, se extinguió la línea Brandeburgo-Salzwedel de la Casa de Ascania.